# Karl-Georg Faber
Karl-Georg Faber (* 21. Juli 1925 in Kirn an der Nahe; † 15. September 1982 in Münster) war ein deutscher Historiker. Ab 1967 lehrte er als Professor für Neuere und Neueste Geschichte an der Universität des Saarlandes in Saarbrücken und seit 1976 an der Universität Münster.

## Leben
Karl-Georg Faber wurde als jüngstes von vier Kindern des Lederfabrikanten Karl Eduard Faber und dessen Frau Gertrud, geb. Backhaus, in Kirn an der Nahe geboren. Seine Mutter starb 1929, sein Vater 1941. Nach dem Abitur 1943 wurde Faber zum Reichsarbeitsdienst und anschließend zum Kriegsdienst bei der Deutschen Kriegsmarine in Norwegen eingezogen. Nach der Entlassung aus der Kriegsgefangenschaft Ende 1945 studierte er ab 1946 Rechtswissenschaft und Volkswirtschaftslehre an der Universität Mainz mit dem Ziel, den elterlichen Betrieb zu übernehmen. Nach dem Rücktritt als Gesellschafter des Familienbetriebes wechselte er zu den Fächern Geschichte, Geographie und Anglistik und wurde 1952 mit einer Arbeit über Christian von Stramberg bei Leo Just in Mainz promoviert. Von 1953 bis 1962 war Faber als wissenschaftlicher Referent für Landesbeschreibung an der Bundesforschungsanstalt für Landeskunde und Raumforschung in Bonn-Bad Godesberg tätig. 1965 folgte die Habilitation in Neuerer Geschichte und Geschichtlicher Landeskunde an der Universität Mainz. 1967 erhielt Faber einen Ruf an die Universität des Saarlandes in Saarbrücken; 1976 wechselte er an die Universität Münster. Faber war zudem Gastprofessor an der Kent State University in Ohio.
Faber war Mitglied der Akademie der Wissenschaften und der Literatur in Mainz, Geistes- und Sozialwissenschaftliche Klasse und seit 1977 ein ordentliches Mitglied der Historischen Kommission für Westfalen. Er war verheiratet mit Marlies Faber (1930–2018) und ist Vater von vier Kindern.

## Wissenschaftliches Werk
Wissenschaftliche Schwerpunkte von Karl-Georg Faber waren die Landesgeschichte und die Theorie der Geschichte. Von besonderer Bedeutung ist sein Werk zur Theorie der Geschichtswissenschaft, erschienen in der fünften Auflage der Beck’schen Reihe. Es gliedert sich in fünf Abschnitte:
1. Darstellung der Probleme einer Theorie der Geschichtswissenschaft und Erörterung der Frage: Was ist Geschichte.
2. Facetten einer Theorie der Geschichte: Das Individuelle und das Allgemeine; Kausalität und Zufall; Typus und Struktur in der Geschichte.
3. Das Verstehen in der Geschichtswissenschaft berührt zwei Aspekte: Die Kritik einer normativen Hermeneutik sowie Grundzüge einer historischen Hermeneutik.
4. Die Sprache der Historie; Das historische Urteil: Maßstäbe und Werte; Historia contemplativa – Historia activa. Erkenntnis und Interesse.
5. Zum Abschluss werden Zwei Grenzfragen der Geschichtswissenschaft erörtert.

## Schriften (Auswahl)
- Christian von Strambergs „Rheinischer Antiquarius“ im Rahmen des rheinischen Geisteslebens der Restaurationszeit. (Mainz, Univ., Diss., 1952).
- Die nationalpolitische Publizistik Deutschlands von 1866 bis 1871. Eine kritische Bibliographie. 2 Bde. Droste, Düsseldorf 1963.
- Die Rheinlande zwischen Restauration und Revolution. Probleme der rheinischen Geschichte von 1814–1848 im Spiegel der zeitgenössischen Publizistik. Steiner, Wiesbaden 1966 (Zugl.: Mainz, Univ., Habil.-Schr., 1966).
- Andreas van Recum 1765–1828. Ein rheinischer Kosmopolit (= Pariser historische Studien, Band 8). Röhrscheid, Bonn 1969 (Digitalisat).
- Deutsche Geschichte im 19. Jahrhundert. Band 3, Teil 2: Restauration und Revolution 1815–1851. Akademische Verlagsgesellschaft Athenaion, Wiesbaden 1979.